# Corrado Serina
Corrado Serina (Crema, 24 april 1975) is een Italiaans voormalig wielrenner.

## Belangrijkste overwinningen
2003
- 3e etappe Ronde van León

## Resultaten in voornaamste wedstrijden
| Jaar | Ronde van Italië | Ronde van Frankrijk | Ronde van Spanje |
| ---- | ---------------- | ------------------- | ---------------- |
| 2002 |                  |                     | opgave           |
| 2004 | 140e (laatste)   |                     |                  |